# Leptothorax inermis
Leptothorax inermis är en myrart som beskrevs av Auguste-Henri Forel 1902. Leptothorax inermis ingår i släktet smalmyror, och familjen myror. Inga underarter finns listade i Catalogue of Life.